# همایون آزاد
همایون آزاد (English: ‎//‎Null English: ‎//‎؛ با نام شناسنامه‌ای همایون کبیر؛ ۲۸ آوریل ۱۹۴۷–۱۲ اوت ۲۰۰۴) شاعر، رمان‌نویس، داستان‌کوتاه‌نویس، منتقد، زبان‌شناس، ستون‌نویس و استاد دانشگاه داکا و اهل بنگلادش بود. وی بیش از شصت اثر نوشت. همایون به خاطر همکاری در زبان‌شناسی بنگالی، سال ۱۹۸۶ جایزه ادبی آکادمی بنگلا را دریافت کرده بود. در سال ۲۰۱۲، دولت بنگلادش وی را پس از مرگش، مفتخر به نشان ملی اکوشی پاداک کرد.

## سنین جوانی و تحصیل
آزاد با نام همایون کبیر در ۲۸ آوریل سال ۱۹۴۷ در روستای ررهیخال در بیکرامپور در منطقه مونشی‌گنج متولد شد. جاگادیش چاندرا بوس، دانشمند برجسته، در همین روستا متولد شده بود. وی در سال ۱۹۶۲ متوسطه را در مؤسسه سر جاگادیش چاندرا باس و مقطع بعدی را در دانشکده داکا در سال ۱۹۶۴ گذراند. وی به ترتیب در سال ۱۹۶۷ و ۱۹۶۸ از دانشگاه داکا مدرک کارشناسی و کارشناسی ارشد زبان و ادبیات بنگالی را کسب کرد. او دکترای خود را در زمینه زبان‌شناسی از دانشگاه ادینبورگ در سال ۱۹۷۶ گرفت. همایون در ۲۸ سپتامبر ۱۹۸۸ نام خانوادگی خود را از کبیر به آزاد تغییر داد.

## ترور و مرگ

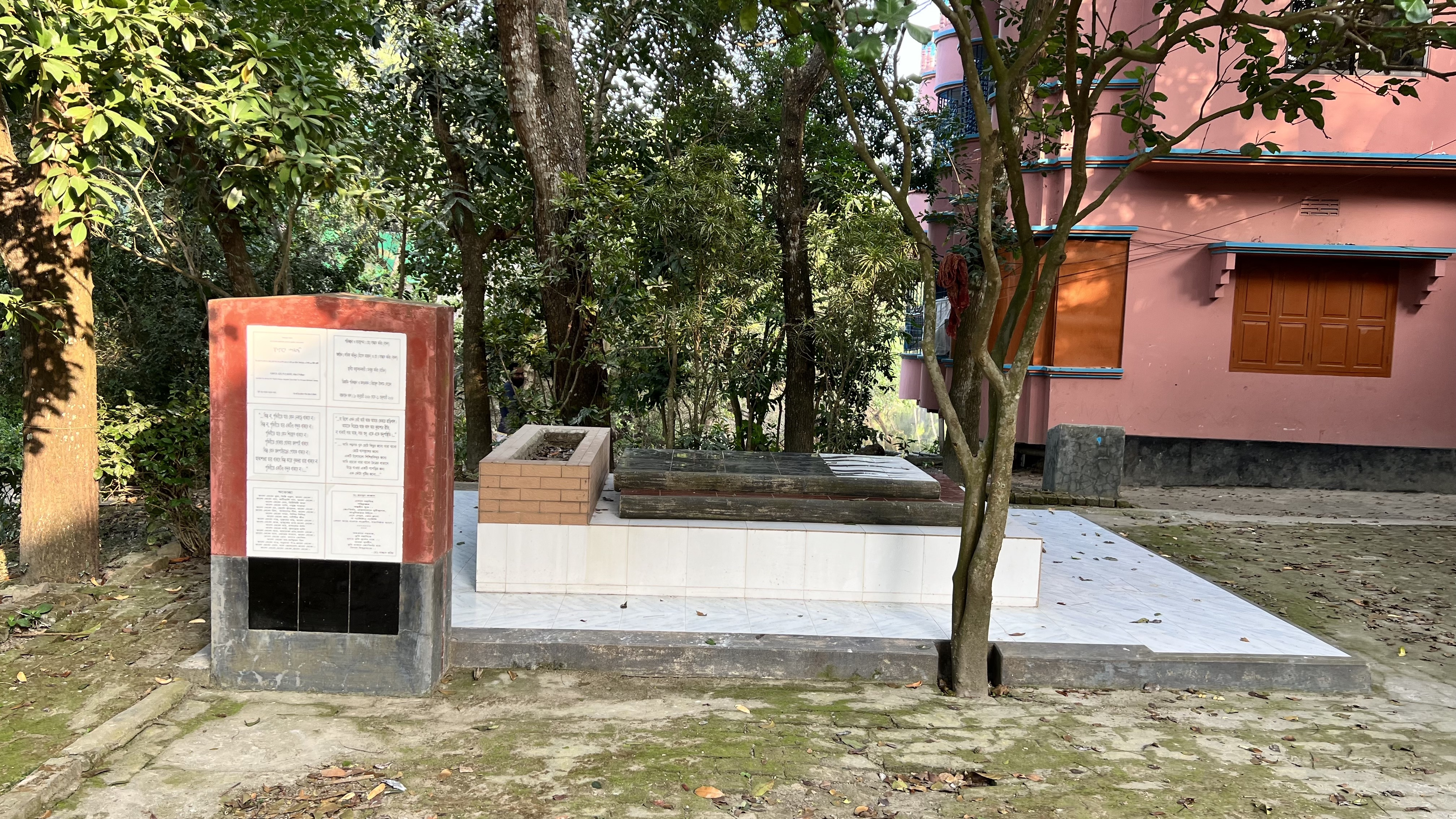
محوطه دانشگاه داکا یاد بود همایون آزاد

در ۲۷ فوریه ۲۰۰۴، در نزدیکی محوطه دانشگاه داکا در جریان نمایشگاه سالانه آکادمی بنگلاد، دو مهاجم مسلح به قلاب‌های خردکن، چندین بار بر فک، قسمت پایین گردن و دست‌ها همایون ضربه وارد کردند. آزاد به کالج پزشکی و بیمارستان داکا در نزدیکی منتقل شد. به دستور نخست‌وزیر وقت خالده ضیا، آزاد بلافاصله برای معالجه بهتر به بیمارستان نظامی ترکیبی داکا (CMH) اعزام شد و بعداً به بیمارستان بین‌المللی بومرونگراد تایلند فرستاده شد و در آنجا بهبود یافت.
آزاد از زمانی که گزیده‌هایی از رمانش به نام پاک سرزمین شاد باد را منتشر کرد، مورد ارعاب قرار می‌گرفت. بخش‌های این کتاب برای اولین بار در روزنامه اتفاق و در سال ۲۰۰۳ منتشر شده بود. وی در آن رمان، به‌طور نقادانه‌ای از ایدئولوژی‌های سیاسی تندروهای اسلامی بنگلادش انتقاد کرد. پس از چاپ آن کتاب، وی تهدیدهای مختلفی را از طرف بنیادگرایان اسلامگرا دریافت کرد.
یک هفته قبل از حمله به آزاد، دلوار حسین ساییدی، یکی از اعضای پارلمان بنگلادش در پارلمان گفت که هجو سیاسی آزاد پاک سرزمین شاد باد باید ممنوعه اعلام شود. او همچنین خواستار مجرم شناختن او بنا بر قانون کفرگویی بنگلادش شده بود. در سال ۲۰۰۶، یکی از رهبران سازمان بنیادگرا جماعت مجاهدین بنگلادش (JMB) به بازجویان RAB اعتراف کرد که عوامل حمله به این نویسنده دو قتل دیگر در انفجار بمب و حمله به سینماها را در سال ۲۰۰۲ انجام داده‌بودند.
در ۱۲ اوت ۲۰۰۴، همایون آزاد در آپارتمان خود در مونیخ، آلمان مُرده پیدا شد. او از یک هفته قبل برای انجام تحقیق در مورد شاعر رمانتیک آلمانی قرن نوزدهم، هاینریش هاینه، به آن شهر رفته بود. پیش از آن نیز طی چند ماه آخر عمرش مدام توسط گروه‌های اسلامگرا مورد حمله قرار می‌گرفت و در نمایشگاه کتاب به شدت مجروح شده‌بود. خانواده وی خواستار تحقیقات شدند و ادعا کردند که افراط‌گرایانی که پیشتر هم قصد ترورش را داشتند، در این مرگ نقش داشته‌اند. آزاد زمانی که زنده بود، ابراز تمایل کرده بود که بدنش را پس از مرگ به دانشکده پزشکی اهدا کنند. اما جسد او پس از آوردن به بنگلادش، در خانه‌اش دفن شد، زیرا پزشکان از تحویل جسد وی برای تحقیقات پزشکی خودداری کردند. اولین سالگرد مرگ همایون آزاد در روز جمعه، ۱۲ اوت ۲۰۰۵، با احترام در روستای ررهیخال برگزار شد.

## زندگی شخصی
آزاد در ۱۲ اکتبر ۱۹۷۵ با لطیفه کوه‌نور ازدواج کرد که اولین بار هنگام تحصیل در رشته کارشناسی ارشد در دانشگاه داکا با وی آشنا شده بود. آن‌ها با هم دو دختر به اسمیتا و مولی و یک پسر به نام آنانیا داشتند.